# Gare de Vougy
La gare de Vougy est une gare ferroviaire, fermée et disparue, d'une section fermée de la ligne du Coteau à Montchanin. Elle était située rue de la Gare à Vougy, dans le département de la Loire, en France.
Mise en service en 1882 par la Compagnie des chemins de fer de Paris à Lyon et à la Méditerranée (PLM), elle est fermée au service des voyageurs en 1940 par la Société nationale des chemins de fer français (SNCF).

## Situation ferroviaire
Établie à 269 mètres d'altitude, la gare de Vougy était situé au point kilométrique (pk) 13,766 de la ligne du Coteau à Montchanin, entre la gare du Coteau (ouverte) et la gare de Pouilly-sous-Charlieu (fermée).

## Histoire
Le projet de création de la « station de Vougy » sur le « chemin de fer de Roanne à Paray-Le-Monial » est approuvé le 10 juillet 1878. Alors que l'inauguration approche, le Conseil général émet un vœu pour ouvrir la gare de Vougy à la télégraphie privée. Lors de la construction de la ligne, peu avant et sur le site de la gare ont été trouvés : des poteries gauloises, une canalisation gallo-romaine et un bracelet de bronze ciselé,.
La gare de Vougy est mise en service le 1er juin 1882 par la Compagnie des chemins de fer de Paris à Lyon et à la Méditerranée (PLM), lorsqu'elle ouvre à l'exploitation la section, à voie unique, du Coteau à Paray-le-Monial. Au mois d'août compagnie PLM avise le maire de la commune la télégraphie privée va être rapidement opérationnelle dans la gare.
En 1911, la gare figure dans la Nomenclature des gares stations et haltes du PLM. C'est une gare de la 4e section de la ligne PLM de Roanne à Montchanin, située entre la gare du Coteau et la gare de Pouilly-sous-Charlieu. Elle peut recevoir des dépêches privées, elle est : « ouverte au service complet de la grande vitesse, à l'exclusion des chevaux chargés dans des wagons écuries s'ouvrant en bout et des voitures à 4 roues, à deux fonds et à deux banquettes dans l'intérieur, omnibus, diligence, etc. » ; et « ouverte au service complet de la petite vitesse, à l'exclusion des Chevaux chargés… ».

La gare au début des années 1900
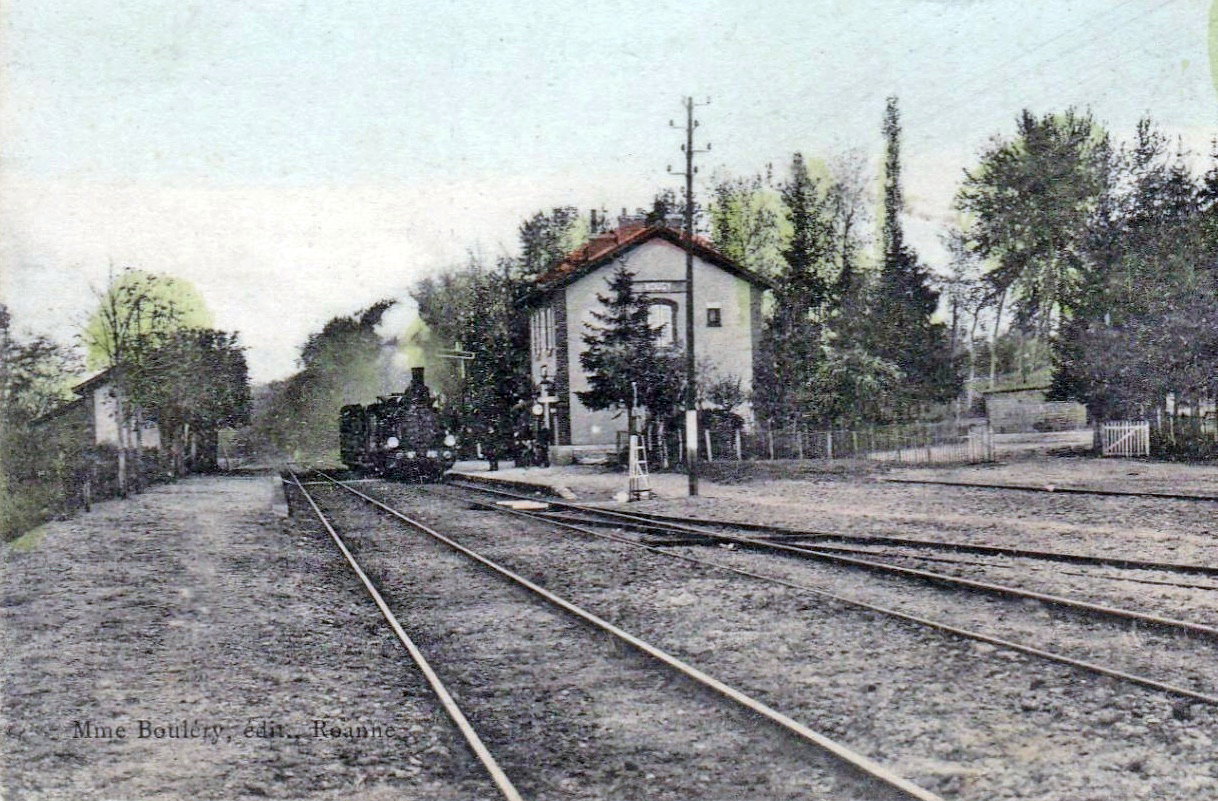
Gare.
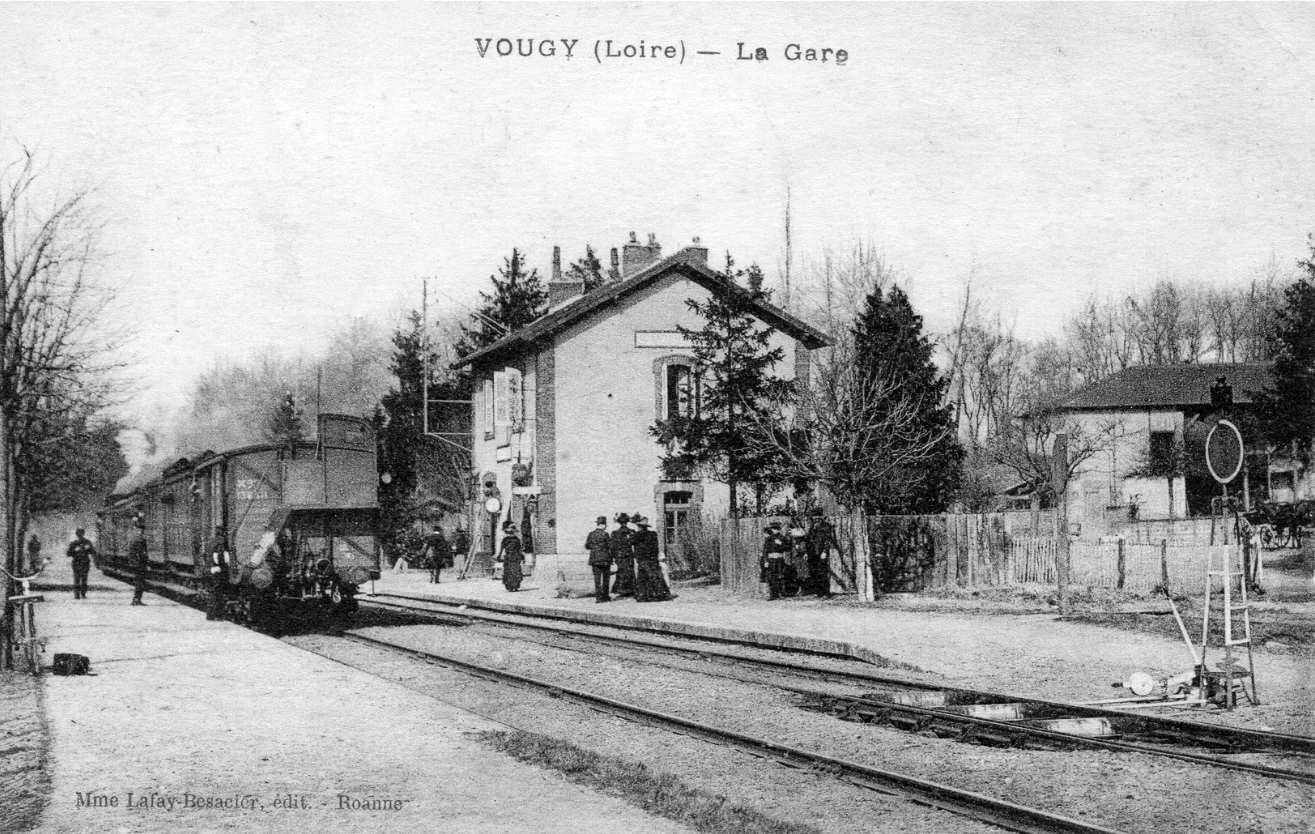
Gare.
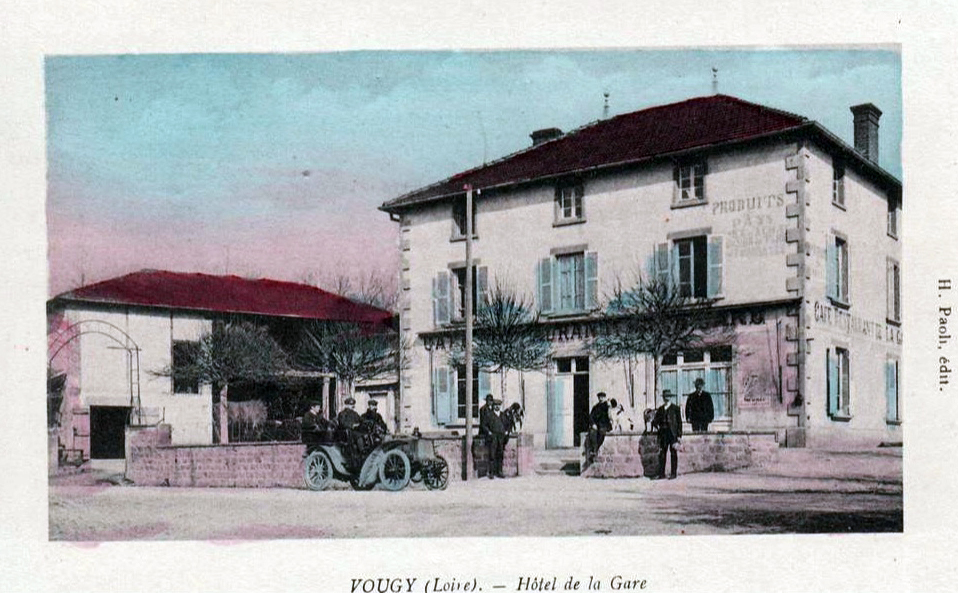
Hôtel de la gare.

La gare est fermée au service des voyageurs le 20 mai 1940, comme sur l'ensemble de la section du Coteau à Paray-le-Monial.
Sur la section de ligne, du Coteau à Pouilly-sous-Charlieu, se poursuivre des circulations de trains de marchandises, pour l'usine Potain de Charlieu, jusqu'en mai 2005. La section ferme officiellement à toute circulations le 6 juin 2013.

## Patrimoine ferroviaire
La gare a disparu, seul reste un espace libre, les voies sont envahies par la végétation. De l'autre côté de la route, le long de la rue de la gare l'ancien Hôtel de la gare et sa dépendance sont toujours présents en étant devenus une propriété privée.
En 2014, il est envisagé de transformer cette section de ligne en voie verte avec une « réouverture de la zone de l'ancienne gare de Vougy pour avoir un petit parking, une petite aire de pique-nique et des toilettes. D'autant plus qu'il y a déjà un arrêt de car dans les deux sens ».